# Helikopter w ogniu (książka)
Helikopter w ogniu (oryg. Black Hawk Down: A Story of Modern War) – książka amerykańskiego dziennikarza Marka Bowdena opisująca przebieg amerykańskiej operacji wojskowej w Mogadiszu w Somalii w 1993 roku, która przerodziła się w trwającą cały dzień i noc bitwę z lokalnymi bojówkami i mieszkańcami. Tytuł książki pochodzi od nazwy amerykańskich śmigłowców użytych w tej akcji – UH-60 Black Hawk, z których dwa zostały zestrzelone (angielski komunikat Black Hawk down w terminologii wojskowej oznacza Black Hawk został zestrzelony, przetłumaczony na język polski Helikopter w ogniu).
Autor książki nie jest historykiem czy wojskowym, ale dziennikarzem, stąd książkę cechuje charakterystyczny styl. Autor opisuje bitwę jako narrator, w sposób typowy dla beletrystyki, chociaż zdarzenia w niej opisane miały swoje odzwierciedlenie w wydarzeniach autentycznych, odtworzonych w czasie badań autora. Bowden zebrał fakty podczas wywiadów z uczestnikami bitwy z obu stron, przeprowadził analizę dostępnych materiałów filmowych (nagrania ze śmigłowców obserwacyjnych) oraz nagrań komunikatów radiowych z bitwy.
Książka jest rozwinięciem serii artykułów napisanych przez Bowdena dla The Philadelphia Inquirer. W 2001 roku ukazała się jej adaptacja filmowa w reżyserii Ridleya Scotta: Helikopter w ogniu.